# Western & Southern Financial Group Masters 2006
Cincinnati Masters 2006 (також відомий під назвою Western & Southern Financial Group Masters і Western & Southern Financial Group Women's Open за назвою спонсора) — тенісний турнір, що проходив на відкритих кортах з твердим покриттям. Це був 105-й за ліком Мастерс Цинциннаті. Належав до серії ATP Masters в рамках Туру ATP 2006, а також до серії Tier III в рамках Туру WTA 2006. І чоловічі, і жіночі змагання відбулись у Lindner Family Tennis Center у Мейсоні (США). Чоловічі змагання тривали з 14 до 21 серпня 2006 року, а жіночі - з 17 до 23 липня 2006 року.

## Фінальна частина

### Одиночний розряд, чоловіки
Енді Роддік —  Хуан Карлос Ферреро 6–3, 6–4
- Для Роддіка це був 1-й титул за рік і 21-й - за кар'єру. Це був його 1-й титул Мастерс за сезон, 4-й загалом, і 2-й на цьому турнірі (перший був 2003 року).

### Одиночний розряд, жінки
Віра Звонарьова —  Катарина Среботнік 6–2, 6–4
- Для Звонарьової це був 3-й титул за сезон і 8-й - за кар'єру.

### Парний розряд, чоловіки
Йонас Бйоркман /  Макс Мирний —  Боб Браян /  Майк Браян 3–6, 6–3, [10–7]

### Парний розряд, жінки
Марія Елена Камерін /  Хісела Дулко —  Марта Домаховська /  Саня Мірза 6–4, 3–6, 6–2